# Manattee Road
Manattee Road is een plaats (census-designated place) in de Amerikaanse staat Florida, en valt bestuurlijk gezien onder Levy County.

## Demografie
Bij de volkstelling in 2000 werd het aantal inwoners vastgesteld op 1937.

## Geografie
Volgens het United States Census Bureau beslaat de plaats een oppervlakte van
37,1 km², geheel bestaande uit land.

## Plaatsen in de nabije omgeving
De onderstaande figuur toont nabijgelegen plaatsen in een straal van 32 km rond Manattee Road.